# Norrfjärdens distrikt
Norrfjärdens distrikt är ett distrikt i Piteå kommun och Norrbottens län. Distriktet ligger omkring Norrfjärden i södra Norrbotten.

## Tidigare administrativ tillhörighet
Distriktet inrättades 2016 och utgörs av en del av området som Piteå stad omfattade till 1971, delen som före 1967 utgjorde Norrfjärdens socken.
Området motsvarar den omfattning Norrfjärdens församling hade 1999/2000.

## Tätorter och småorter
I Norrfjärdens distrikt finns tre tätorter och sex småorter.

### Tätorter
- Norrfjärden
- Rosvik
- Sjulsmark

### Småorter
- Bertnäs
- Holmträsk
- Kopparnäs
- Kopparnäs väst
- Nybyn
- Trundön

### Övriga befolkade platser
- Långviken